# Gemeindepsychologie
Die Gemeindepsychologie (engl. community psychology) ist ein Teilbereich der Psychologie und beschäftigt sich mit gesellschaftlichen Ungleichheiten. Es geht dabei um die Beziehung von gesellschaftlich und kulturell bestimmten Lebensbedingungen gegenüber der individuellen psychischen Gesundheit. Davon ausgehend versucht die Gemeindepsychologie, im regionalen Kontext psychosoziale Hilfeformen zu entwickeln.

## Geschichtlicher Hintergrund
Diese Disziplin der Psychologie ist eine noch junge Form gesellschaftlicher Einflussnahme. Sie entstand aus einem veränderten Verständnis im Umgang mit psychischen Problemen aus der Kritik am Psychoboom der 60er und 70er Jahre, an der sich in der sozialen Arbeit entwickelnden Therapeutisierung und damit Individualisierung von Problemen (Gildemeister 1992).
Verschiedene Untersuchungen bestätigten, dass mangelnde materielle Ressourcen großen Einfluss auf das Wohlbefinden eines Menschen haben. Z. B. verursacht es großen Stress, mit einem knappen Budget eine Familie versorgen zu müssen. Es entwickelte sich eine „Community-health-Bewegung“, die eine kommunale kostenlose und niederschwellige Versorgung zum Ziel hatte. Daraus gingen alltagsnahe therapeutische Interventionsverfahren hervor.

## Gegenstand der Gemeindepsychologie
Gemeindepsychologie begreift den Raum als Lebenswelt und versucht durch die Stärkung von benachteiligten Bevölkerungsgruppen eine Verbesserung ihrer Situation zu erzielen. In diesem Zusammenhang will sie Wohlbefinden und Gesundheit fördern. Dabei sieht die Gemeindepsychologie einen Zusammenhang zwischen gesellschaftliche Entwicklungen und psychosoziale Problemlagen. Diese sollen weniger defizitorientiert als vielmehr ressourcenorientiert behandelt werden. Gemeindepsychologie ist keine Behandlungsform, die ein Psychologe in einer Praxis am Patienten vornimmt, sondern spiegelt eine breite Palette gesellschaftlicher Gestaltungsprozesse und Interventionen wider.
Praktische Ansätze der Gemeindepsychologie können beispielsweise sein:
- Analyse eingelebter Lebensformen (Rituale, kulturelle Selbstverständlichkeiten etc.), auch und gerade vor dem Hintergrund unterschiedlicher Nationalitäten;
- Stärkung innerer (geistiger) und äußerer (körperlicher) Ressourcen und Erkenntnis und Beseitigung der Ursachen von Krankheiten;
- Pflege und Förderung von Gemeinschaft und Förderung von Faktoren, die die Bindung und soziale Unterstützung positiv beeinflussen (daher die Wortherkunft ‚Community Psychology’);
- Kritische Reflexion der unerwünschten Nebenfolgen ausgreifender Professionalisierung;
- Begleitung der gesellschaftlichen und politischen Diskussion im Rahmen der derzeitigen Umstrukturierung der psychosozialen und gesundheitlichen Versorgung (Gesundheitsreform) und Umstrukturierung kommunaler Gesundheitsvorsorge;
- Neubestimmung der Begriffe „Partizipation“ oder „Stärkung der Eigenverantwortlichkeit“ im gesundheits- und sozialpolitischen Diskurs zum Wohl der betroffenen Bürger.

Zentrale Begriffe und Arbeitszweige der Gemeindepsychologie sind Prävention (zur Abwehr der Folgen von Benachteiligungen), Empowerment (zum eigenen Handeln befähigen), Lebensweltorientierung (dort ansetzen, wo der Klient „steht“), Ressourcenorientierung (Fähigkeiten des Klienten nutzen und ausbauen), Gemeinwesenarbeit und Netzwerkintervention (Zusammenarbeit von Institutionen zum Wohl des Menschen).
Gegenwärtig verändern sich viele Rahmenbedingungen. So ist die Diskussion über die Gemeindepsychologie von der Frage geprägt, was die Gemeindepsychologie und die angrenzenden Wissenschaften dazu beitragen können, dass soziale Belange im Verhältnis zur Ökonomie berücksichtigt bleiben und sich nachhaltig in gesundheits- und sozialpolitischen Orientierungen ausdrücken. Der „Gemein(schafts)sinn“ und die dafür erforderliche soziale Unterstützung sind wichtige Voraussetzungen sowohl für das Erreichen persönlicher Ziele als auch für ein funktionierendes Gemeinwesen mit funktionsfähigen Organisationen. Somit ist der gemeindepsychologische Ansatz selbstreflektiv. Das Handeln Professioneller bzw. der Institutionen soll mit dem Handeln der Betroffenen in Einklang stehen.